# Хорренбах-Бухен
Хорренбах-Бухен (нем. Horrenbach-Buchen) — коммуна в Швейцарии, в кантоне Берн.
Входит в состав округа Тун. Население составляет 267 человек (на 31 декабря 2006 года). Официальный код — 932.